# نشانگان استیونز–جانسون
سندرم استیونز–جانسون (به انگلیسی: Stevens–Johnson Syndrom) یک بیماری نادر در پوست و مخاط بدن است که بر اثر عفونت یا داروهای آلرژی‌زا ایجاد می‌شود.

## ابتلا
علت اصلی ابتلا به این سندرم (نزدیک به ۵۰٪) واکنش‌های آلرژیک به داروها (مانند سولفونامید، هیدانتوئین، آلوپورینول و آزیترومایسن ...) است.. دلیل‌های فرعی می‌تواند عفونت‌های لنفاوی، مایکوپلاسمایی یا باکتری‌های دیگر باشد.

## پاتومکانیزم
این سندرم به واکنش دفاعی لنفوسیت تی در بدن انسان بر می‌گردد. بر اثر آپوپتوز سلول‌های کراتینوسیت از بین می‌روند. اما دلیل پاتولوژی دیگر تاکنون کشف نشده‌است.

## نشانه‌ها
به صورتی کلینیکی، این بیماری خود را به صورت یک بیماری عمومی با تب و لرز، و رینیت نشان می‌دهد. پس از آن پوست شروع به التهاب می‌کند. مرکز التهاب سیاه رنگ است و در داخل دهان، لب‌ها و آلت تناسلی جوش‌های دردناک و سوزناک ایجاد می‌شوند. بعضی اوقات تعداد این جوش‌ها چنان در دهان و لب زیاد است که بیمار از درد دهان خود را نمی‌تواند باز کند و مشکلاتی برای غذا خوردن وی ایجاد می‌شود  و حتی ممکن است خونریزی داشته باشد.

## تشخیص
با وجود علایم کلینکی روشن بیماری، برای تشخیص نمونه‌برداری و آزمایش باید صورت گیرد. پارامترهای آزمایشگاهی یا تست‌های مناسب برای یافتن این بیماری موجود است. سلول‌های مرده در محل التهاب و سوراخ‌های موجود در غشای پایه‌ای می‌تواند راهی برای تشخیص این سندرم باشد.

## درمان
بهترین کار کنار گذاشتن داروهایی است، که بیمار در طول ۲-۳ هفتهٔ قبل از بروز بیماری مصرف می‌کرده‌است. عفونت‌های مایکوپلاسمایی باید با تتراسایکلین و پردنیزلون درمان شوند، البته برای کودکان بهتر است از آنتی‌بیوتیک‌های مایکوپلاسمایی پرهیز شود.

## پیش‌آگهی
مرگ در اثر این بیماری در ۶٪ درصد موارد اتفاق افتاده‌است. البته اگر بیمار به حالت نکروز سمی اپیدرم برسد تا ۵۰٪ امکان مرگ برای بیمار وجود دارد.